# Lefty
| Recensione              | Giudizio   |
| ----------------------- | ---------- |
| AllMusic                | [ 1 ]      |
| Sputnikmusic            | 3.0 (Good) |
| Dizionario del Pop-Rock | [ 3 ]      |

Lefty è il settimo album in studio da solista del cantante statunitense Art Garfunkel, pubblicato nell'aprile del 1988.

## Tracce
LP ===
Lato A
1. This Is the Moment – 4:31 (David Foster, Cynthia Weil, Linda Jenner, Ray Parker Jr.)
2. I Have a Love – 4:27 (Stephen Sondheim, Leonard Bernstein)
3. So Much in Love – 2:24 (William Jackson, Roy Straigis, George Williams)
4. Slow Breakup – 3:45 (Stephen Bishop)
5. Love Is the Only Chain – 4:06 (Mary Ann Kennedy, Pam Rose, Pat Bunch)

Lato B
1. When a Man Loves a Woman – 4:29 (Calvin Lewis, Andrew Wright)
2. I Wonder Why – 3:24 (Bill Lovelady, Marita Phillips, Peter Skellern)
3. King of Tonga – 3:25 (Stephen Bishop)
4. If Love Takes You Away – 3:46 (Stephen Bishop)
5. The Promise – 3:57 (Nick Holmes)

## Formazione
- Art Garfunkel - voce
- Hugh McCracken - chitarra
- Joe Osborn - basso
- Jay Graydon - chitarra, sintetizzatore (brani: This Is the Moment e So Much in Love)
- Steve Gadd - batteria
- Eddie Gomez - basso
- Steve Lukather - chitarra (brani: This Is the Moment e So Much in Love)
- Robbie Buchanan - sintetizzatore (brani: This Is the Moment e So Much in Love)
- David Foster - sintetizzatore (brani: This Is the Moment e So Much in Love)
- Gary Chang - synclavier (brani: This Is the Moment e So Much in Love)
- Nicky Hopkins - tastiera
- Rob Sabino - sintetizzatore
- Stephen Bishop - omnichord, cori
- Jeremy Steig - flauto
- Michael Brecker - sax
- Leah Kunkel, Kenny Rankin, Pam Rose, Mary Ann Kennedy - cori
- Cliff Magness, Jon Joyce, Jim Haas - cori (brani: This Is the Moment e So Much in Love)

Note aggiuntive
- Geoff Emerick e Art Garfunkel - produttori (eccetto brani: This Is the Moment, So Much in Love e King of Tonga)
- Jay Graydon - produttore (solo brani: This Is the Moment e So Much in Love)
- Steve Gadd - produttore (solo brano: King of Tonga)
- Stuart Breed e Geoff Emerick - ingegneri delle registrazioni (eccetto brani: This Is the Moment e So Much in Love)
- Jay Graydon, Ian Eales e Mick Gazauski - ingegneri delle registrazioni (brani: This Is the Moment e So Much in Love)
- Mastering effettuato da Doug Sax e Ron Lewter al The Mastering Lab
- Chris Austopchuck - design copertina album originale
- Jules Garfunkel - fotografia copertina frontale album originale
- Caroline Greyshock - fotografia retrocopertina album originale
- Ringraziamenti speciali a: Jay Landers e Nicole Graham

## Classifica
Album
| Anno | Classifica    | Posizione raggiunta |
| ---- | ------------- | ------------------- |
| 1988 | Billboard 200 | 134                 |

Singoli
| Anno | Titolo del brano | Classifica         | Posizione raggiunta |
| ---- | ---------------- | ------------------ | ------------------- |
| 1988 | So Much in Love  | Adult Contemporary | 11                  |